# Albert Reinhold
Ludwig Albert Reinhold (* 22. Januar 1805 in Woldegk; † 23. Juni 1850 in Hamburg) war ein deutscher Dichter.

## Leben
Albert Reinhold, Sohn des evangelischen Pastors Friedrich Ludwig Reinhold, studierte ab 1826 Theologie an der Universität Rostock und wurde 1827 wie sein Bruder Werner Reinhold Mitglied des Corps Vandalia Rostock. Nach dem Studium war er zunächst sieben Jahre als Hilfsprediger in Staven tätig. Danach nahm er eine Stellung als Privatlehrer in Wismar an. Nach seiner Heirat 1835 betätigte er sich als Gastwirt in Wittstock. Zuletzt verdingte er sich als Droschkenkutscher in Hamburg, wo er 1850 in einem Krankenhaus starb.
Reinhold dichtete in plattdeutscher Mundart.

## Werke
- Doktamedikus. […] Dit Bohk enthöllt allerhand Gedichte von lustigem un ihrnsthaftem Inhollt, de ik so in mienen Musen-Stunnen – 'k wull seggen: Muße-Stunnen – verfarigt hew, H. Schmidt & v. Cossel, Wismar, 1834. (Digitalisat: urn:nbn:de:gbv:28-rosdok_ppn1902102983-6)